# Hipótesis del Evangelio hebreo

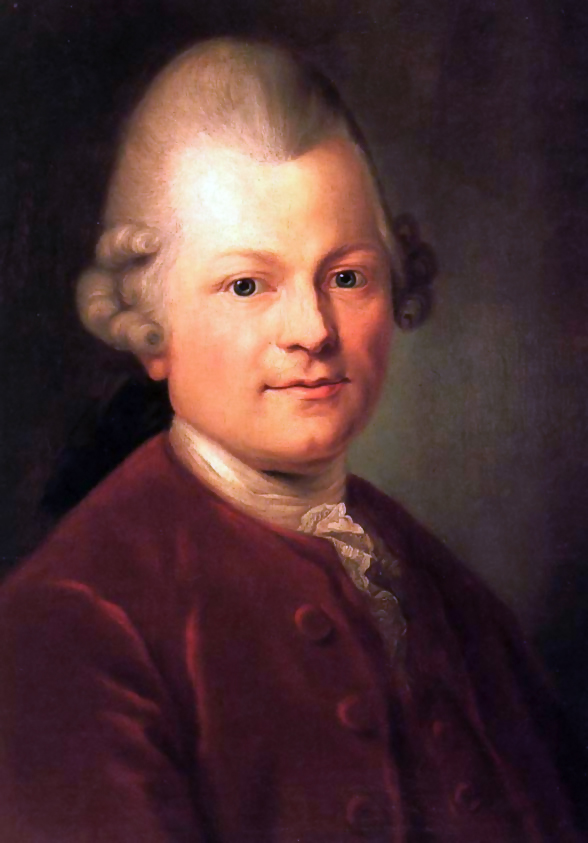
Gotthold Ephraim Lessing, quien en su "New hypothesis on the Evangelists" (1778) [Nueva hipótesis de los Evangelistas] sugirió un Evangelio Hebreo perdido como fuente libre para los evangelios sinópticos.

La hipótesis del Evangelio hebreo (o hipótesis del proto-evangelio o hipótesis del Mateo arameo) es un grupo de teorías basadas en la idea de que un evangelio perdido en hebreo o arameo se encuentra detrás de los cuatro evangelios canónicos. Se basa en una tradición cristiana primitiva, que se deriva a partir del obispo del siglo II Papías de Hierápolis, quien afirmó que el apóstol Mateo compuso un Evangelio tal. Papías parecía decir que este evangelio hebreo o arameo fue traducido posteriormente en el evangelio canónico de Mateo, pero los estudios modernos han demostrado que esto es insostenible. Variantes modernas de la hipótesis sobreviven, pero no han encontrado el apoyo de los académicos en su conjunto.

## Bases de la hipótesis del Evangelio hebreo: Papías y los padres de la iglesia
La idea de que todos o algunos de los evangelios fueron escritos originalmente en un idioma distinto del griego comienza con Papías de Hierápolis, c. 125-150 d. C. En un pasaje con varias frases ambiguas, escribió: «Mateo compiló los oráculos (logia, dichos de o sobre Jesús) en el lenguaje hebreo (Hebraïdi dialektōi, quizá alternativamente «estilo hebreo»), y cada persona los interpretaba (hērmēneusen, o «traducía») como podía». Por «hebreo», Papías habría querido decir arameo, el idioma común de Oriente Medio junto al griego koiné. A primera vista, esto implica que Mateo fue escrito originalmente en hebreo (arameo), pero el Mateo griego «no revela ninguna de las marcas indicadoras de una traducción».
Los estudiosos han presentado varias teorías para explicar a Papías: quizá Mateo escribió dos evangelios, uno en hebreo, ahora perdido, el otro, la versión griega conservada; o tal vez la logia era una colección de dichos, más que el evangelio; o por dialektōi Papías pudo haber querido decir que Mateo escribió en el estilo judío en lugar que en el idioma hebreo. Sin embargo, sobre la base de esta y otra información, Jerónimo (c. 327-420) afirmó que todas las comunidades judeocristianas compartían un solo evangelio, idéntico al Mateo hebreo o arameo; también afirmó haber encontrado personalmente este evangelio en uso entre algunas comunidades de Siria. El testimonio de Jerónimo se considera con escepticismo por los eruditos modernos. Jerónimo afirma haber visto un evangelio en arameo que contenía todas las citas que asigna al mismo, pero se puede demostrar que algunos de ellos nunca podrían haber existido en una lengua semítica. Su afirmación de haber producido todas las traducciones por sí mismo también es sospechosa, ya que muchas se encuentran en los eruditos anteriores como Orígenes y Eusebio. Parece que Jerónimo asignó estas citas del Evangelio de los hebreos, pero parece más probable que había por lo menos dos y probablemente tres antiguos evangelios judeocristianos, sólo uno de ellos en una lengua semítica.

## Composición de Mateo: consenso moderno
El Evangelio de Mateo es anónimo: el autor no se nombra en el texto y en ninguna parte él afirma haber sido testigo ocular de los acontecimientos. Probablemente se originó en una comunidad judeocristiana en la Siria romana hacia el final del siglo I, y no hay duda entre los estudiosos modernos que fue compuesto en griego koiné, el lenguaje cotidiano de la época. El autor, que no se nombra en el texto en sí sino que fue universalmente aceptado por la iglesia primitiva ser el apóstol Mateo, se basó en tres fuentes principales: el Evangelio de Marcos; la supuesta colección de dichos conocida como la fuente Q, también en griego; y el material exclusivo de su propia comunidad, llamado M. Ambos, Marcos y Q, son fuentes escritas compuestas en griego, pero algunas de las partes de Q pudieron haber sido traducido del arameo al griego más de una vez. M es relativamente pequeño, de solo 170 versos, compuestos casi exclusivamente de las enseñanzas; probablemente no era una sola fuente, y aunque algunas de ellas pueden haber sido escritas, la mayoría parece haber sido oral.

## Formas modernas de la hipótesis: el problema sinóptico

### El problema sinóptico
Los evangelios sinópticos son los tres evangelios de Marcos, Mateo y Lucas: ellos comparten gran parte del mismo material casi en el mismo orden, y están claramente relacionados. La naturaleza precisa de la relación es el problema sinóptico. La solución más generalizada del problema hoy en día es la teoría de las dos fuentes, que sostiene que Marcos, además de otra, una fuente hipotética Q, fueron utilizados por Mateo y Lucas. Pero si bien esta teoría tiene un amplio apoyo, existe la opinión minoritaria notable de que Marcos fue escrito al final usando Mateo y Lucas (la hipótesis de los dos evangelios). Sin embargo, otros estudiosos aceptan la prioridad de Marcos, pero argumentan que Q nunca existió, y que Lucas utiliza a Mateo como fuente, así como Marcos (la hipótesis de Farrer).
Una adicional, y muy minoritaria, teoría es que hubo un solo evangelio escrito en hebreo o arameo.

### Período moderno temprano
Richard Simon de Normandía en 1689 afirmó que un Evangelio de Mateo arameo o hebreo estaba detrás del evangelio nazareno, y fue el Proto-evangelio. J.J. Griesbach (Commentatio, 1794) trató esta como la primera de las tres teorías originadas como soluciones al problema sinóptico: (1) la tradicional hipótesis agustiniana de utilización, (2) la hipótesis del evangelio original o hipótesis del proto-evangelio, (3) la hipótesis de los fragmentos (Koppe, 1793); y (4) la hipótesis del evangelio oral o hipótesis de la tradición (Herder, 1797).

### sigloXVIII: Lessing, Olshausen
Una base amplia para la hipótesis del evangelio original fue proporcionada en 1804 por Johann Gottfried Eichhorn (1752-1827), quien abogó por un evangelio original arameo que cada uno de los evangelistas sinópticos tenían en una forma diferente.
Está relacionada con la «hipótesis del Mateo arameo» de Theodor Zahn (1897), que compartió una creencia en un temprano Mateo arameo perdido, pero no lo conecta a los fragmentos conservados del Evangelio de los hebreos en las obras de Jerónimo.
La erudición del siglo XVIII fue más crítica. Gotthold Ephraim Lessing (1778) postuló varias fuentes comunes perdidas de Evangelios arameos denominados Ur-evangelio o proto-evangelio, utilizados libremente por los 3 evangelios sinópticos griegos. Johann Gottfried Eichhorn postuló cuatro Ur-evangelios intermedios, mientras que Johann Gottfried von Herder abogó por una tradición evangélica oral como el  Ur-evangelio no escrito, lo que lleva a la opinión de Friedrich Schleiermacher de la Logia como fuente evangélica. Hermann Olshausen (1832) sugirió que un Mateo hebreo perdido fue la fuente común del Mateo griego y los evangelios judeocristianos mencionados por Epifanio, Jerónimo y otros. Léon Vaganay (1940), Lucien Cerfaux, Xavier Léon-Dufour y Antonio Gaboury (1952) intentaron revivir la hipótesis del proto-evangelio de Lessing.

### Nicholson, Handmann
Edward Nicholson (1879) propuso que Mateo escribió dos evangelios, el primero en griego, el segundo en hebreo. La Enciclopedia Bíblica Internacional Estándar (1915) en su artículo Gospel of the Hebrews [Evangelio de los Hebreos] señaló que Nicholson no puede decir «... [que] han llevado a la convicción de la mente de los estudiosos del Nuevo Testamento».
Rudolf Handmann (1888) propuso un Evangelio arameo de los hebreos, pero argumentó que este no era el Mateo hebreo y que nunca hubo un hebreo Ur-Mateo.

### Edwards
James R. Edwards, en The Hebrew Gospel and the development of the synoptic tradition (2009), sugirió que un perdido Ur-Mateo hebreo es la fuente común de ambos, los Evangelios judeocristianos y el material único de la fuente L (el material no proveniente de Marcos o Q) en el Evangelio de Lucas. Una revisión del libro de Edwards, incluyendo la reproducción de un diagrama de la relación propuesta por Edwards, fue publicado por la Sociedad de Revisión de Literatura Bíblica en marzo de 2010.

## La hipótesis del Evangelio hebreo y la crítica moderna

### Múltiples evangelios judeocristianos
Carl August Credner (1832) identifica tres evangelios judeocristianos: el Evangelio de los nazarenos de Jerónimo, el griego Evangelio de los ebionitas citado por Epifanio en su Panarion, y un evangelio griego citado por Orígenes, quien se refiere a él como el Evangelio de los hebreos. En el siglo XX, la mayoría de los estudiosos de la erudición crítica, tales como Hans Waitz, Philip Vielhauer y Alberto Klijn, propusieron una distinción tripartita entre el griego Evangelio judío de Epifanio, el Evangelio de Jerónimo en hebreo (o arameo), y un Evangelio de los hebreos, que fue producido por los cristianos judíos en Egipto, y al igual que la epístola canónica de Hebreos, estaba en hebreo solamente en nacionalidad, no en idioma. La identificación exacta de cual Evangelio judía es el que es citado en las referencias de Jerónimo, Orígenes y Epifanio; y si cada padre de la iglesia tenía uno o varios Evangelios judíos en mente, es un tema permanente de debate académico. Sin embargo, la presencia en el testimonio patrístico en relación con tres Evangelios judíos distintos con tres tradiciones diferentes en cuanto el bautismo de Cristo sugiere múltiples tradiciones.

### sigloXIX
La hipótesis del Ur-Evangelio de Eichhorn (1794/1804) ganó poco apoyo en los años siguientes. Las fuentes generales como la Cyclopedia de John Kitto describen la hipótesis, pero se debe tener en cuenta que había sido rechazada por casi todos los críticos siguientes.

### sigloXX
La aceptación de una hipótesis del Evangelio original en cualquier forma en el siglo XX fue mínima. Los estudiosos críticos han desarrollado nuevas teorías desde las hipótesis de Eichhorn, Schleiermacher (1832) y K. Lachmann (1835). En cuanto a la cuestión relacionada de la fiabilidad del testimonio de Jerónimo, también vio pocos eruditos teniendo su evidencia en su valor nominal. El comentarista luterano tradicional Richard Lenski (1943) escribió en relación con la «hipótesis de un original Mateo hebreo» que «cualquier Mateo que escribió en hebreo fue tan efímero que desapareció por completo en una fecha tan temprana que incluso los primeros padres nunca obtuvieron en su vista la escritura». Helmut Köster (2000) pone en duda el valor de la evidencia de Jerónimo por razones lingüísticas; «La afirmación de Jerónimo que él mismo vio un Evangelio en arameo que contenía todos los fragmentos que le asigna al mismo no es creíble, ni es creíble que él tradujo los respectivos pasajes del arameo al griego (y al latín), como él afirma varias veces».
Sin embargo, las opiniones de Lenski y de Köster están en marcado contraste con las de Schneemelcher. Schneemelcher cita varios padres tempranos mencionando el Mateo hebreo, incluyendo a Clemente de Alejandría (Stromata 2.9.45 y 5.14.96), Orígenes (en Joh. vol. II, 12; en Jer. Vol. XV, 4; en MT. vol. XV, p. 389 Benz-Kloostermann), Eusebio (Historia de la Iglesia 3.25.5, 3.27.1-4, 3.39.17. 4.22.8 «En cuanto a Hegesipo (c. 180) y sus memorias Eusebio informa: Él cita del Evangelio según los hebreos y del (Evangelio) siríaco y, en particular, algunas palabras en la lengua hebrea, mostrando que él era un converso de los hebreos». 3.24.6, 3.39.16, 5.8.2, 6.24.4, Theophania 4.12, 5.10.3), Jerónimo (nota de Schneemelcher: «Por lo tanto Jerónimo confirma a regañadientes la existencia de dos Evangelios judíos, el Evangelio según los hebreos y un Evangelio arameo. Que este último estaba a la mano en la biblioteca en Cesarea no debe ser disputado; es en todo caso probable conectado a las citas de Eusebio en su Teofanía. Será asimismo cierto que los Nazarenos utilizaron un Evangelio tal arameo, ya Epifanio también da testimonio de esto. Que el Evangelio arameo, cuya evidencia es dada por Hegesipo y Eusebio, es idéntico con el Evangelio de los Nazarenos no es de hecho absolutamente seguro, pero perfectamente posible, incluso muy probable...»).